# ヤスミム・ソアレス
ヤスミム・ソアレス(Yasmim Soares、1999年5月5日 - ）は、ブラジルの女子ラグビー選手。

## プロフィール
- ブラジル、リオデジャネイロ出身[1]。
- 身長 160cm、体重 54kg
- ポジションはロック(LO)。

## 略歴
2024年、パリ五輪の7人制女子ブラジル代表に選ばれた。